# Elmin Kurbegović
Elmin Kurbegović, född 3 juni 1987, är en svensk före detta fotbollsspelare (mittfältare). Han spelade under sin karriär för Elfsborg i Allsvenskan, för IFK Värnamo i Superettan och för Norrby IF i Division 1 Södra.
Kurbegović var under hela sin karriär väldigt skadedrabbad.

## Klubbkarriär
Kurbegović föddes i Bosnien 1987 och kom till Sverige 1992. Han började spela fotboll i Hultsfreds FK och spelade som ung även för Mariannelund. Kurbegović debuterade som 13-åring i Mariannelunds A-lag.
Som 15-åring gick han till Elfsborg. Kurbegović flyttades upp i A-laget 2006. Han gjorde dock inte allsvensk debut förrän den 30 mars 2008 i premiären av Allsvenskan 2008 mot GAIS (1–1). Kurbegović spelade totalt 14 ligamatcher, varav tre från start under säsongen 2008. Han gjorde endast ett inhopp i Allsvenskan 2009.
I juli 2009 lånades Kurbegović ut till italienska Lega Pro Prima Divisione-klubben Novara. Han spelade totalt fyra ligamatcher och en match i Coppa Italia mot Parma. I juni 2010 återvände Kurbegović till Elfsborg. Han gjorde endast ett inhopp i Allsvenskan 2010.
I januari 2012 värvades Kurbegović av IFK Värnamo, där han skrev på ett tvåårskontrakt. Kurbegović spelade 14 matcher och gjorde två mål i Superettan 2012. Han spelade 17 ligamatcher och gjorde två mål säsongen 2013.
I december 2013 skrev Kurbegović på för Norrby IF. Han spelade 20 matcher och gjorde två mål i Division 1 Södra 2014. Kurbegović spelade 17 ligamatcher och gjorde ett mål säsongen 2015.

## Landslagskarriär
Kurbegović spelade tre landskamper för Sveriges U21-landslag mellan 2008 och 2009.